# Mysidioides africana
Mysidioides africana är en insektsart som beskrevs av Frederick Arthur Godfrey Muir 1923. Mysidioides africana ingår i släktet Mysidioides och familjen Derbidae. Inga underarter finns listade i Catalogue of Life.